# Blakea hydraeformis
Blakea hydraeformis är en tvåhjärtbladig växtart som beskrevs av John Julius Wurdack. Blakea hydraeformis ingår i släktet Blakea och familjen Melastomataceae. Inga underarter finns listade i Catalogue of Life.